# 女神の涙
『女神の涙』（めがみのなみだ）は、ゲームサークルアルファナッツの代表HIDEが制作したフリーのRPGである。本項ではこれに加え、リメイク作品『女神の涙TRUE』についても記載する（以降『女神の涙』を旧版、『女神の涙TRUE』をTRUEと記す）。制作には両者ともRPGツクール2000が使用されている。

## 概要
物語は架空の世界を舞台としており、盗賊ギルドに所属する新人シティーシーフの青年が、最強の盗賊目指して様々な依頼をこなしていくうちに大事件に巻き込まれてゆく展開となっている。
本作は現在ゲームサークルアルファナッツの代表を務めるHIDEによって、サークル結成前に個人製作で発表され、インターネットコンテストパークにおいて2001年3月の銅賞を受賞している。その後アルファナッツを結成し、システム・シナリオ・グラフィック・サウンドなどの各種素材を大幅に改善した『女神の涙TRUE』として再開発。シェアウェアとして作者サイトで販売された。これが人気を博したことを期に、2007年2月に、各種特典を加えた『女神の涙TRUE CD-ROM版』の販売も実施し、総プレス数2000本をほぼ完売している。また、体験版として序盤のストーリーのみがプレイ可能な『女神の涙TRUE 序編』がフリーウェアで公開され、作者公式サイトやその他のダウンロードサイトで入手可能である。
2020年2月にCi-enなどのダウンロードサイトにて、フォロワー向けに本編が無料で配布されることとなった。
HIDEは、旧版開発の際に苦労した点として、見るのが嫌になるほどのテストプレーをあげているほか、TRUEの方ではリメイクする最中に、RPGツクールXPのサンプルゲームである「白い絆」の制作が挟まれたために開発が長丁場になったことを語っている。

### シリーズ関係
本作はアルファナッツが作品展開するIndeTerminateシリーズの2作目（旧版）にあたり、世界観は『IndeTerminatePLUS』と同様で、時系列としてもほぼ同時進行である。
1作目の「IndeTerminatePLUS」で、主人公アレイドが目指した帝都ジェノシードを舞台としている。また、本作の2年後を舞台とする4作目「天使の微笑」には本作の主人公であるセイルとシーナが主要キャラとして登場しているほか、5作目「白い絆」では本作に登場するミラルドの教え子が主人公となっている。

## ストーリー
帝都ジェノシード。そこは表の秩序を守る帝国軍と裏の秩序を守る盗賊ギルドが睨み合う都市。新人シティーシーフのセイルは幼馴染のシーナと共に夜の帝都を駆け巡る。しかし、表稼業の探偵としても裏稼業の盗賊としても冴えない日々を送っていた。そんな2人のもとにやって来た覆面の男。男は1つの依頼を託していった。それは帝国軍中将の邸宅から手紙を盗んでくるというもの。いつもどおり引き受けたセイルとシーナであったが、それが夜の帝都を騒がす大事件の始まりであることを2人はまだ知らなかった。

## ゲームシステム
本作の特徴的なシステムについて記述する。

### シナリオ構成
本作のシナリオは複数の掌編で構成されている。掌編にはメインシナリオとサブシナリオが存在し、旧版ではメイン16本、サブ18本（計34本）、TRUEではメイン・サブともに24本（計48本）となっている。メインシナリオは時系列順にクリアしていく事で順次プレイ可能になる。一方、サブシナリオはゲームプレイ中に特定の条件を満たすごとにプレイ可能になり、プレイ順も指定されていない。無論、サブシナリオをプレイしなくてもエンディングを迎えることは出来る。
サブシナリオでは、メインシナリオでは手に入らないアイテムを入手出来るほか、各キャラクターに焦点を当てたストーリーなどが含まれている。

### マルチウェイシステム（TRUEのみ）
本作では、各掌編ごとに目的が提示されるが、それを達成するための手段は複数用意されている。それらは選択肢として明示されるわけではなく、実際にプレイヤーが取る行動によって選択されていき、サブシナリオの発生や獲得報酬、プレイヤーのシーフレベルに影響してくる。シーフレベルはプレイヤーの『盗賊としてのレベル』であり、これを元にセイルの懸賞金やシナリオ進行などに変化が現れる仕組みとなっている。なお、シーフレベルはマスクデータ（非公開データ）である。

### 戦闘
本作の戦闘システムはRPGツクール2000既定のものではなく、オリジナルのサイドビューカードバトルとなっている。この戦闘システムは、旧版がコンテストパークで評価されたポイントの1つとなっている。また、旧版とTRUEでは仕様が若干異なっている。
旧版
プレイヤーはターンの始めに自分の手札から任意のカードを4枚選ぶ。カードは6種類存在し、それぞれには1～4のいずれかの番号が振られている。自分のカード選択を終了すると、敵が自動で選択した4枚のカードが開示され、選んだ順にお互いのカードを比較してゆく。基本的に数字の大きいカードの方が優勢と判断され、カードの種類に応じたアクションが行われる。ただし、お互いのカードが同数だった場合はカードの種類によって定められた優先順位に従うことになるほか、例外規定も存在する。カードには『攻撃』『大技』『聖術』『防御』『回避』『回復』の6種類がある。
戦闘が終了するとHPは自動で全回復する。
TRUE
基本は旧版と同じである。ただし、選ぶカードは3枚となり、『回復』カードはなくなっている。代わりに、ターン終了時、新しく手札が補充される際にランダムで回復アイテムも補充され、これは戦闘中任意のタイミングで使用できる。
1ターン中に『防御』・『回避』が2回成功すると通常攻撃の、3回成功すると『大技』の追撃が発生する。
さらに、ある程度敵の手札を予測できるシステムが導入されている。
また、戦闘中ランダムで手札が数字一つ分昇格したり、通常カードがスペシャルカード（数字4より上）に変化したりと、ランダム要素が増えている。

## キャラクター

### 盗賊
セイル・アキュレイル
本作の主人公。通称『シャドウナイト』 盗賊ギルドに所属する新人シティーシーフ。19歳。
普段は帝都郊外でシーナと探偵事務所『ミリオン』を営んでいる。勝気でお調子者な性格が災いして、盗賊としても探偵としてもあまり上手くいっていないため、共同経営者のシーナに全く頭が上がらない。
シティシーフとしてはまだ駆け出しで懸賞金も低いが、いずれはガーラインのような大盗賊となり、盗賊ギルドを率いることを目標としている。格闘を織り交ぜた短剣での戦闘を得意としており、これはエルフレドに叩き込まれたものである。
小さい頃に親を戦争で亡くし、孤児院を経営するクローディアを母代わりとして育った。
幼少時、崩れてきた木材からミリィを助け出した際に左足を失い義足となる。事故以来シーナがセイルの面倒を見ていなかった責任を感じて笑わなくなったことから、シーナに負担をかけないよう強くなることを誓った。後に「女神の涙強奪未遂事件」に巻き込まれ、これを解決している。本作から2年後の設定となっている「天使の微笑」では有力な盗賊の1人として裏の世界で一目置かれるようになった。
シーナ・ルディ
セイルの幼馴染で、パートナー。23歳。幼い頃教会に所属しており、現在はフリーの聖術士である。
盗賊としても探偵としてもセイルのサポートを行い、半ば暴走気味のセイルにブレーキをかける存在。掛かっている懸賞金もセイルのそれより一段上である。聖術士としての実力は教会を退会しているもののかなりの水準で、様々な属性の術を満遍なくこなす。
セイル同様親を早くに亡くして孤児院で育った。
教会では有能な存在だったが、教会にいるときにセイルが事故で左足を失ったことから、年長の自分がちゃんと面倒を見ていなかったことに責任を感じ、辞めてしまう。
ガーライン・ウィンディア
通称『ブラックブラッド』（旧版ではガーライン・ウィンティル、通称『ブラックウィング』）
盗賊ギルド首領。47歳。かつて帝都の夜を震撼させた伝説の男。現在は一線を退いているが、今でも彼には4000万フィルもの懸賞金が賭けられており闇の住人の間で未だに畏怖をもって語り継がれる存在である。
ルフィアの父親であり、建前上はギルド員に対してルフィアを殺すよう命じているものの、彼女のことを気にかけている。ギルドでは表に出さないもののセイルのことを自分の息子のように思い、可愛がっているという。
ルフィア
通称『レッドセレシエル』（旧版では『レッドウィング』）
現在帝都最強の盗賊といわれている。ギルドには所属せず、一匹狼。夜でも映える赤の衣装がシンボル。25歳。
いつも人を挑発するような口調で喋るのが癖。
本名はルフィア・ウィンディア（旧版ではルフィア・ウィンティル）。ガーラインの実の娘であるが、裏の世界で有名な父親の名に頼らず自力で立派な盗賊になりたい思いから、ギルドと縁を切った。「女神の涙強奪未遂事件」に関連して依頼遂行中にセイルと剣を交える事が多くなった。最終的には自ら申し込んだ決戦でセイルに敗北し、その実力を認める。エルフレドと幼馴染である。
エルフレド（TRUEのみ）
若くして盗賊ギルドの副首領を務め、実質ギルドのメンバーを統率する立場にある。
盗賊としてのスキルもかなり高く、未だに帝国軍にその存在が知れていないため、通称なし・懸賞金ゼロ状態を保持。
セイルに戦闘訓練を施した人物でもある。
母親違いの弟であるアルスをたった一人の身内として大切に思い、一盗賊としても認めている。抜け目の無い性格であるものの、『クーデター』の際にはセイルに対しアルスを殺すよう命じるなど、自分の問題となると途端に不器用になるという一面を持つ。ルフィアとは幼馴染である。
マスター
ギルドのアジトとなっている地下酒場のバーテンダー。
かつてガーラインのパートナーとして帝都を駆け回った。現在は若手盗賊たちのよきアドバイザーである。
グレリー（TRUEのみ）
通称『ブラックキャット』
セイルの同期でライバル。セイルとの仲はあまり良くなく、頻繁に衝突する。
アルス（TRUEのみ）
セイルの同期でよき友人。帝都の地理を熟知しており、ギルド随一の逃げ足を誇る。エルフレドを嫌っており、時折反発する。
エルフレドの腹違いの弟に当たる。よくエルフレドに突っかかるのは、エルフレドのアルスに対する不器用さを『妙な扱い』ととり、見下されていると勘違いしているためである。エルフレドが指揮しているギルドへの不満からついにはクーデターを起こそうとしたが、セイルの説得によってエルフレドの本心を理解し、断念した。その後、いつの日か名を上げ戻ってくるとセイルに誓い、帝都から去って行った。
ミリィ（TRUEのみ）
地下酒場の看板娘。普段酒場から出ることはあまり無いが、盗賊としてのスキルも持ち合わせている。
幼少時、木材に潰される所をセイルに助けられ、それをきっかけに彼に好意を抱いている。シーナとの仲は悪くないが、セイルにあまり近づけない寂しさは感じている。

### 帝国軍
レオン・ユーグリッド
帝国軍少佐。高い統率力と戦闘能力で帝都の治安を守る士官。25歳。
セイルたちと幾度と無く対峙することになる。自分にも部下にも厳しく、職務に忠実。真面目な性格故に融通が利かない面もあるが、薬箱を持っていたセイルたちを「（薬を待っている）病人のため」とあえて見逃したこともある。
シリア・ウェイン
通称『二刀レイピアのシリア』 レオンの副官を務める女性士官で、帝国軍中尉。19歳。
ド近眼かつ軽い天然ボケであり、ドジを踏んで兵士に呆れられるなど、将校・指揮官としては未熟で頼りない面がある。だが、剣士としてはレオンを凌駕する腕を持っており、盗賊たちには恐れられている。通称が示す通り、二刀流である。
ディアス・ブライン（旧版では名前のみ登場）
通称『守護神』 帝国軍中将。レオンとドゥアルトの上官。
かつて盗賊ギルドの首領ガーラインの腕一本と左目を奪い、一線から退かせた男だが、その代償として自身も前線を退くこととなった。シャドウナイトに興味を持ち、自宅に呼びつける。
ドゥアルト（旧版ではジル）
帝国軍大佐。かつては鋭気に満ちた軍人だったそうだが、現在は人間が歪み、司令官としての能力も高くない。自分より能力の高いレオンを嫌っている。「女神の涙強奪未遂事件」に利用される。

### イディア共和国
アネット・シェラハザート
通称『イディアの女豹』 イディア共和国軍大佐。
過去に唯一ディラックを破った女であり、イディア最強の戦士と謳われる。現在、イディア共和国軍には将官の制度が無く、また元帥ポストも空席のため、共和国軍最高司令官でもある。
正体を偽り、部下と共に帝都に潜入する。その目的は、帝国の情報収集と、ミラルドの本国送還。
フェルト
イディア共和国軍少佐。情報収集のために帝国に潜入した。潜入時に妙な変装をして周囲に気味悪がられるが、帝国の上級兵を多数撃破するなど、剣術の腕は確かである。
レディン
イディア共和国軍大尉。上官のフェルトと共に帝国に潜入した。フェルトとは逆に頭脳派の将校。上官の影響か、潜入時の彼の変装もかなり奇妙である。

### レフィリア教会
カチュア・ニーケット
ジェノシード大神殿神官長補佐官。五大聖術士の一人。左右の目の色が異なるオッドアイの持ち主。前作IndeTerminatePLUSにも登場。
ミラルド・ジーン
イディアの聖術士。五大聖術士の一人。

### その他
デュレン
セイルとシーナの元に依頼でやってくる謎の魔術師。常に黒いマントを着ている。
正体は五大聖術士の一人、ミラルド・ジーンで、通称「女神の涙強奪未遂事件」の首謀者。レフィリアの涙を教会に奪還して関係を悪化させ世界大戦を誘発して、教会に世界を統治させようとした。しかしセイルたちやアネット、ディラックなどに止められ失脚した。
ディラック
通称『死神』『千人切りのディラック』
かつて初陣において1000人もの敵兵を切り捨てた為にこの異名がついたとされる。容姿は髪の色が緑色で、漆黒の鎧を装着している。アネットに破られたのがきっかけで、アネット達イディア共和国と協力している。イディア共和国の用心棒的存在。
ジャン・リオーネ
セイルの親友。19歳。セイルの裏の顔を知る数少ない表の住人。アストリア商店二代目店長として、ただ一人残った店員セーラ（TRUEのみ）と共に店を動かしているが、経営の方はかなりギリギリ。（アストリアの名とその他細かい設定はTRUEで作られたもの）。
ジェシカ（TRUEのみ）
帝都の南東部に合成屋を構えている。この世界には珍しい「医術」の心得がある。

### 前作からの登場人物
アレイド・フィリオール
フィーナ・エルディス
リーク・アーネスト
リディア・ティルシア

## 用語
ここでは主に本作で公開された設定を解説する。基本設定及び詳しい解説はIndeTerminatePLUS・今の風を感じてを参照。
ジェノシード
セイルたちの住む都市で、本作の主な舞台となる。帝国軍が表の秩序を、盗賊ギルドが裏の秩序を守ることで治安を維持しており、帝国軍とギルドは一定のラインでにらみ合っている。
レフィリアの涙
手にした者の心を映し、持つ者によっては世界一美しくも醜くもなる宝石。元はレフィリア教会のものだったのだが、帝国との不可侵協定のため差し出された。現在帝国美術館の「フロアスリー」に安置されており、未だかつて盗み出されたことはない。全ての盗賊の憧れとなっている。
フロアスリー
帝国美術館3階の通称。帝国の施設の中で最高のセキュリティーを誇り、特に対聖術士用の防御システムによって聖術による干渉を一切受け付けない。今まで誰にも破られた事はなく、そのために最奥部に安置されているレフィリアの涙は盗まれたことがない。
女神の涙強奪未遂事件
本作でメインシナリオとして扱っている事件。作中に事件の名称は発表されていないが、「今の風を感じて」においてこの名称が用いられている。ミラルドが教会と帝国の戦争を勃発させ、教会に世界を統治させようとして帝都の盗賊たちを利用し、レフィリアの涙を帝国側から教会側へ戻そうとした。

## スタッフ

### 旧版
- 制作：HIDE

### TRUE
- 制作：アルファナッツ
- 脚本・システムデザイン・総制作指揮：HIDE
- 挿絵・グラフィック監修：今野隼史（辺境紳士）
- マップ＆キャラグラフィック：JILL
- バトルキャラグラフィック：なべっち、たかま
- 戦闘背景美術：びしゅう
- 音楽：HIRO、タクミ
- エンディングテーマ「ふたり」
  - 作詞：HIDE
  - 作曲・編曲：大嶋啓之
  - 歌：霜月はるか
- スペシャルサンクス：てつ、まごぞう